# Radice quadrata di 2
In matematica, la radice quadrata di due ({\displaystyle {\sqrt {2}}}), conosciuta anche come costante di Pitagora, è il numero reale che si ottiene come risultato dell'operazione di estrazione della radice quadrata dal numero naturale 2, o, in modo equivalente, il numero positivo che moltiplicato per sé stesso dà esito 2.
Si tratta di un numero irrazionale che riveste un ruolo molto importante nella storia della matematica, dal momento che a esso è associata la scoperta dell'incommensurabilità, dimostrata, nell'ambito della matematica greca, con un'elegante dimostrazione per assurdo.
In termini geometrici, seguendo il teorema di Pitagora è uguale alla lunghezza dell'ipotenusa di un triangolo rettangolo isoscele i cui cateti sono di lunghezza uguale a uno, o, in modo equivalente, al rapporto tra la diagonale e il lato di un quadrato.
Il suo valore approssimato alla cinquantesima cifra decimale è:
1, 41421 35623 73095 04880 16887 24209 69807 85696 71875 37694...
In quanto soluzione dell'equazione di secondo grado {\displaystyle x^{2}-2=0}, tale numero è radice di un polinomio a coefficienti nel campo dei numeri razionali ed è, pertanto, un numero algebrico.

## Storia
I babilonesi diedero la prima approssimazione di {\displaystyle {\sqrt {2}}}, tramite
{\displaystyle 1+{\frac {24}{60}}+{\frac {51}{60^{2}}}+{\frac {10}{60^{3}}}\approx 1,41421{\overline {296}}\ldots }
Un'altra approssimazione di questo numero è quella data da un antico testo matematico indiano, il Sulbasutras, che cita:
Ossia
{\displaystyle 1+{\frac {1}{3}}+{\frac {1}{12}}-{\frac {1}{12\cdot 34}}={\frac {577}{408}}\approx 1,414215686.}
Questa antica approssimazione indiana è la settima nella serie di sempre più accurate approssimazioni basate sui numeri di Pell, che possono essere ricavate dalla frazione continua di {\displaystyle {\sqrt {2}}}.
La dimostrazione dell'irrazionalità della radice di 2 viene spesso attribuita al greco Ippasos, filosofo e matematico della scuola pitagorica.

## Algoritmi computazionali

Le prime 10000 cifre decimali del numero

Esiste una gran quantità di algoritmi atti a calcolare le cifre di {\displaystyle {\sqrt {2}}}, tuttavia il più usato dai calcolatori è ancora il vecchio metodo babilonese di calcolo delle radici: si scelga un qualunque valore iniziale {\displaystyle F_{0}}; poi, utilizzandolo come primo valore, iterare la seguente funzione ricorsiva:
{\displaystyle F_{n+1}={\frac {F_{n}+{\frac {2}{F_{n}}}}{2}}.}
Maggiore è il numero di iterazioni, migliore sarà la precisione del risultato. Nel febbraio 2006 utilizzando questo metodo sono state calcolate 200 000 000 000 cifre in 13 giorni e 14 ore. Tra le costanti matematiche irrazionali non periodiche, solo π è stata calcolata con maggior precisione.

## Prove dell'irrazionalità

### Dimostrazione per assurdo
Si supponga per assurdo che {\displaystyle {\sqrt {2}}} sia razionale, ossia che sia possibile esprimerlo sotto forma di frazione {\displaystyle m \over n}, che si assume irriducibile:
{\displaystyle {m \over n}={\sqrt {2}},}
dalla quale si ottiene
{\displaystyle {m^{2} \over n^{2}}=2,}
ossia
{\displaystyle m^{2}=2n^{2}.}
Il termine {\displaystyle 2n^{2}} è pari, pertanto anche {\displaystyle m^{2}} è pari, e conseguentemente {\displaystyle m} stesso dev'essere pari (il quadrato di un numero dispari è sempre dispari), quindi esiste un opportuno {\displaystyle k} tale per cui {\displaystyle m=2k}. Sostituendo, si ottiene:
{\displaystyle (2k)^{2}=2n^{2},}
che, sviluppando il quadrato,  semplificando {\displaystyle 4k^{2}=2n^{2}} e dividendo per {\displaystyle 2} diventa
{\displaystyle 2k^{2}=n^{2}.}
Con identico ragionamento, essendo ora {\displaystyle 2k^{2}} pari si deduce che anche {\displaystyle n^{2}}, e quindi {\displaystyle n} stesso, siano a loro volta pari.
Sia {\displaystyle m} che {\displaystyle n} risultano pertanto essere pari, il che contraddice l'ipotesi iniziale che {\displaystyle {m \over n}} sia irriducibile. Se ne conclude che {\displaystyle {\sqrt {2}}} non è esprimibile sotto forma di frazione, ossia è irrazionale.

### Dimostrazione con il teorema fondamentale dell'aritmetica
Una dimostrazione alternativa si basa sul teorema fondamentale dell'aritmetica. Innanzitutto si ipotizza che {\displaystyle {\sqrt {2}}} sia razionale. Da qui consegue che (vedere dimostrazione precedente)
{\displaystyle a^{2}=2b^{2}.}
Ma, dal teorema fondamentale dell'aritmetica, {\displaystyle a} e {\displaystyle b} hanno una fattorizzazione diversa, tale che {\displaystyle a=2^{x}m} e {\displaystyle b=2^{y}n} con {\displaystyle x} e {\displaystyle y} interi positivi e {\displaystyle m} e {\displaystyle n} interi positivi dispari. Da qui otteniamo che
{\displaystyle a^{2}=2^{2x}m^{2}}
e
{\displaystyle b^{2}=2^{2y}n^{2}.}
Sostituendo nella prima formula:
{\displaystyle 2^{2x}\cdot m^{2}=2\cdot 2^{2y}n^{2},}
dalla quale, operando a destra:
{\displaystyle 2^{2x}\cdot m^{2}=2^{2y+1}\cdot n^{2}.}
Ciò comporta che una fattorizzazione di 2 con potenza pari ({\displaystyle 2x} è certamente pari) è uguale a una fattorizzazione di 2 con potenza dispari {\displaystyle (2y+1).} Questo contraddice il teorema fondamentale dell'aritmetica, e quindi, per assurdo, è dimostrato che {\displaystyle {\sqrt {2}}} è irrazionale.

### Dimostrazione analitica
- Lemma 1: sia {\displaystyle \alpha \in \mathbb {R} ^{+}} e {\displaystyle p_{1},p_{2},\ldots ,q_{1},q_{2},\ldots \in \mathbb {N} } tali che {\displaystyle \left|\alpha q_{n}-p_{n}\right|\neq 0} per ogni {\displaystyle n\in \mathbb {N} } e

{\displaystyle \lim _{n\rightarrow \infty }p_{n}=\lim _{n\rightarrow \infty }q_{n}=\infty }
{\displaystyle \lim _{n\rightarrow \infty }\left|\alpha q_{n}-p_{n}\right|=0,}
allora {\displaystyle \alpha } è irrazionale.
Dimostrazione: supponiamo {\displaystyle \alpha =a/b} con {\displaystyle a,b\in \mathbb {N} ^{+}}.
Per {\displaystyle n} sufficientemente grande avremo
{\displaystyle 0<\left|\alpha q_{n}-p_{n}\right|<1/b}
quindi
{\displaystyle 0<\left|aq_{n}/\ \!b-p_{n}\right|<1/b}
{\displaystyle 0<\left|aq_{n}-bp_{n}\right|<1,}
ma, essendo {\displaystyle aq_{n}-bp_{n}} un intero, ciò è assurdo, da cui {\displaystyle \alpha } è irrazionale.
- {\displaystyle {\sqrt {2}}} è irrazionale.

Dimostrazione: poniamo {\displaystyle p_{1}=q_{1}=1} e
{\displaystyle p_{n+1}=p_{n}^{2}+2q_{n}^{2}}
{\displaystyle q_{n+1}=2p_{n}q_{n},}
per ogni {\displaystyle n\in \mathbb {N} }.
Dimostramo per induzione che vale
{\displaystyle 0<\left|{\sqrt {2}}q_{n}-p_{n}\right|<1/2^{2^{n-1}}}
per ogni {\displaystyle n\in \mathbb {N} }. La tesi vale per {\displaystyle n=1}, infatti
{\displaystyle 0<\left|{\sqrt {2}}q_{1}-p_{1}\right|<1/2}
e se vale per {\displaystyle n} allora vale per {\displaystyle n=n+1} poiché
{\displaystyle 0<\left|{\sqrt {2}}q_{n}-p_{n}\right|^{2}<1/2^{2^{n}}}
{\displaystyle 0<\left|{\sqrt {2}}(2p_{n}q_{n})-(p_{n}^{2}+2q_{n}^{2})\right|<1/2^{2^{n}}}
{\displaystyle 0<\left|{\sqrt {2}}q_{n+1}-p_{n+1}\right|<1/2^{2^{n}}.}
Infine applicando il lemma 1 segue l'irrazionalità di {\displaystyle {\sqrt {2}}}.

### Dimostrazione con i numeri 2-adici
Consideriamo l'equazione {\displaystyle x^{2}=2} su {\displaystyle \mathbb {Q} _{2}} (il campo dei numeri 2-adici), essa non ha soluzione poiché la valutazione p-adica del primo membro è pari mentre quella del secondo membro è dispari. D'altra parte {\displaystyle \mathbb {Q} _{2}} è un'estensione di {\displaystyle \mathbb {Q} }, quindi se l'equazione non ha soluzioni in {\displaystyle \mathbb {Q} _{2}} non ha neanche soluzioni in {\displaystyle \mathbb {Q} } e {\displaystyle \pm {\sqrt {2}}} è irrazionale.

## Proprietà
La metà di {\displaystyle {\sqrt {2}}}, uguale circa a {\displaystyle 0,7071067811,} è un numero comune in geometria e trigonometria, poiché le coordinate del versore che forma un angolo di 45º con gli assi di un piano cartesiano ortogonale sono
{\displaystyle \left({\frac {\sqrt {2}}{2}},{\frac {\sqrt {2}}{2}}\right).}
Questo numero è comune inoltre poiché
{\displaystyle \cos(45^{\circ })=\sin(45^{\circ })={\frac {\sqrt {2}}{2}}.}
Un'altra proprietà è che:
{\displaystyle {\frac {1}{{\sqrt {2}}+1}}={\sqrt {2}}-1.}
Inoltre
{\displaystyle {\sqrt {2+{\sqrt {2+{\sqrt {2}}\cdots }}}}=2.}
Infine {\displaystyle {\sqrt {2}}} può essere espressa utilizzando l'unità immaginaria utilizzando unicamente radici:
{\displaystyle {\sqrt {2}}={\frac {{\sqrt {i}}+i{\sqrt {i}}}{i}}={\frac {{\sqrt {-i}}-i{\sqrt {-i}}}{-i}}.}

## Rappresentazioni tramite serie e prodotti
L'identità
{\displaystyle \sin {\left({\frac {\pi }{4}}\right)}=\cos {\left({\frac {\pi }{4}}\right)}={\frac {\sqrt {2}}{2}}}
insieme alle rappresentazioni tramite prodotti infiniti delle funzioni seno e coseno consentono di ricavare formule quali
{\displaystyle {\frac {1}{\sqrt {2}}}=\prod _{k=0}^{\infty }\left(1-{\frac {1}{(4k+2)^{2}}}\right)=\left(1-{\frac {1}{4}}\right)\left(1-{\frac {1}{36}}\right)\left(1-{\frac {1}{100}}\right)\cdots }
oppure
{\displaystyle {\sqrt {2}}=\prod _{k=0}^{\infty }{\frac {(4k+2)^{2}}{(4k+1)(4k+3)}}=\left({\frac {2\cdot 2}{1\cdot 3}}\right)\left({\frac {6\cdot 6}{5\cdot 7}}\right)\left({\frac {10\cdot 10}{9\cdot 11}}\right)\left({\frac {14\cdot 14}{13\cdot 15}}\right)\cdots }
o
{\displaystyle {\sqrt {2}}=\prod _{k=0}^{\infty }\left(1+{\frac {1}{4k+1}}\right)\left(1-{\frac {1}{4k+3}}\right)=\left(1+{\frac {1}{1}}\right)\left(1-{\frac {1}{3}}\right)\left(1+{\frac {1}{5}}\right)\left(1-{\frac {1}{7}}\right)\cdots .}
Il numero può anche essere espresso tramite la serie di Taylor di funzioni trigonometriche. Ad esempio, la serie per {\displaystyle \cos(\pi /4)} dà
{\displaystyle {\frac {1}{\sqrt {2}}}=\sum _{k=0}^{\infty }{\frac {(-1)^{k}\left({\frac {\pi }{4}}\right)^{2k}}{(2k)!}}=1-{\frac {({\frac {\pi }{4}})^{2}}{2!}}+{\frac {({\frac {\pi }{4}})^{4}}{4!}}-{\frac {({\frac {\pi }{4}})^{6}}{6!}}+\cdots .}

## Rappresentazione tramite frazione continua
Dalla proprietà scritta:
{\displaystyle {\frac {1}{{\sqrt {2}}+1}}={\sqrt {2}}-1,}
sostituendo ricorsivamente a ogni {\displaystyle {\sqrt {2}}} (al denominatore), genera la frazione continua semplice:
{\displaystyle {\sqrt {2}}=1+{\cfrac {1}{2+{\cfrac {1}{1+{\sqrt {2}}}}}}=\ldots =1+{\cfrac {1}{2+{\cfrac {1}{2+{\cfrac {1}{2+{\cfrac {1}{1+{\sqrt {2}}}}}}}}}}.}
La rappresentazione di {\displaystyle {\sqrt {2}}} tramite frazione continua è infine
{\displaystyle {\sqrt {2}}=1+{\cfrac {1}{2+{\cfrac {1}{2+{\cfrac {1}{2+{\cfrac {1}{\ddots }}}}}}}}.}

## Standard ISO 216 (formato carta)
Il valore {\displaystyle {\sqrt {2}}} è approssimativamente il rapporto che intercorre fra il lato più corto e quello più lungo di un foglio di carta in uno dei formati previsti dello standard ISO 216, meglio noto come formati UNI. Questo rapporto garantisce che, tagliando un foglio a metà lungo la linea che unisce i due punti medi dei lati più lunghi, si ottengono due fogli più piccoli che mantengono lo stesso rapporto fra i lati.
Inoltre, se il foglio di partenza è in uno dei formati previsti dallo standard, anche i due fogli ottenuti tagliandolo a metà sono in formato standard. Il codice del formato dei due fogli più piccoli si ottiene aggiungendo 1 alla cifra del codice del foglio grande di partenza. Ad esempio, se si taglia a metà un foglio in formato A4 (210 × 297 mm, il formato della comune carta da lettere), si ottengono due fogli in formato A5 (148 × 210 mm, il formato di un volantino).